# Chandra Bahadur Dangi
Chandra Bahadur Dangi, född 30 november 1939 i Nepal, död 4 september 2015 i Pago Pago i Amerikanska Samoa, var en nepalesisk man som var känd för att vara världens kortaste människa med sina 54 cm. Dangi vägde 15 kg. Alla i hans familj är i normal storlek. Han är med i Guinness rekordbok.

## Biografi
Dangi bodde med sina brorsöner i en avlägsen by i Nepal, belägen cirka 400 km från landets huvudstad Katmandu.